# Альтова блокфлейта
Альтова блокфлейта в фа, також відома як трібо (а історично — як консортна флейта та звичайна флейта), є членом родини блокфлейт. До 17 століття альтова блокфлейта зазвичай була налаштована в соль, а не в фа.  Її стандартний діапазон — від фа до соль вищої октави.
Альтова блокфлейта за розміром розташовується між сопрано та тенором і має відповідний середній звук. Вона має таку ж загальну форму, як і сопрано, але більша за всіма розмірами, що призводить до нижчого тону при однаковій аплікатурі.
Альтова блокфлейта в фа — це інструмент без транспозиції, хоча її базова шкала знаходиться в фа, тобто на п'яту нижча за сопрано блокфлейту та на кварту вища за тенорову (обидва мають базову шкалу в до). Тому використовуються так звані фа-аплікатури, як у фагота чи низькому регістрі кларнета, на відміну від аплікатур у до, що використовуються для більшості інших дерев'яних духових інструментів.  Її нотування зазвичай знаходиться на звуковій висоті, але іноді записується на октаву нижче, ніж вона звучить.

## Історія
Блокфлейти відомі тим, що виготовлялись різних розмірів щонайменше з 15 століття, але сталий термінологічний підхід з'явився лише після відродження інструмента в 20 столітті. На початку 16 століття були опубліковані книги Вірдума, Агрікола  та Ганассі , в яких описується найменший з трьох розмірів блокфлейт (налаштованих квінтово) як інструмент з нижньою нотою соль. Зважаючи на те, що цей інструмент є найвищим у комплекті, йому дали назву, яка використовувалася для найвищої голосової партії в музиці того часу: дискант  , також Вірдум називає його clain flöte — "мала флейта" (в сучасному німецькому — kleine Flöte) і сопрано.  В той час блокфлейти виготовлялися в одному шматку. Цей тип інструмента продовжував виготовлятися до 17 століття та на початку 18 століття, хоча близько 1650 року почали виготовляти блокфлейти в трьох окремих частинах. Іноді його називали flauto italiano, особливо після 1670 року, коли у Франції з'явився новий тип блокфлейти, званий flûte douce (м'яка флейта), який сьогодні називається альтовою (трібо) блокфлейтою в фа. На відміну від яскраво звучної flauto italiano, яка була легкою у високому регістрі, flûte douce мала повний та резонуючий звук у низькому регістрі, але була слабкою на верхніх нотах. Ця нова версія блокфлейти (вперше зображена на картині 1672 року) була виготовлена в Парижі, а незабаром, під французьким впливом, у Лондоні. Рестайлінг традиційно приписують родині Оттертерів, особливо Жану Оттертеру, хоча доказова база є досить сумнівною. У 1696 році Йоганн Христоф Деннер та Йоганн Шелл подали заявку на отримання дозволу виготовляти французький тип інструмента в Нюрнбергу, і він швидко став домінуючим типом інструмента по всій Європі. У більшості мов це був інструмент, який мали на увазі під словом флейта: німецька Flöte, голландська fluyt, італійська flauto, іспанська flauta. В Англії його зазвичай просто називали "флейта", але коли потрібно було відрізнити від поперечної флейти чи інших розмірів блокфлейт, його називали "звичайною флейтою" або "консортною флейтою". 

## Подальше читання
- Бейнс, Ентоні К. 1967. Дерев’яні духові інструменти та їх історія, третє видання, з передмовою сера Адріана Булта . Лондон: Фабер і Фабер. Перевидано з виправленнями, 1977. Це видання перевидано, Mineola, Нью-Йорк: Dover Publications, 1991, і знову перевидано в 2012 році.ISBN 978-0-486-26885-9ISBN 978-0-486-26885-9 .
- Гріском, Річард В. і Девід Ласоккі. 2013 рік. Диктофон: науково-інформаційний посібник, третє видання. Музичні бібліографії Routledge. Routledge.ISBN 978-1-135-83932-1ISBN 978-1-135-83932-1 .
- Хант, Едгар. 1988 рік. « Syntagma Musicum II, частини 1 і 2 De Organographia Майкла Преторіуса ; Девід З. Крукс» (рецензія). The Galpin Society Journal 41 (жовтень): 142–144.
- Преторіус, Майкл . 1619а. Syntagmatis Musici Michaelis Praetorii C. Tomus Secundus De Organographia . Wolfenbüttel: Elias Holwein, in Verlegung des Autoris.
- Преторіус, Майкл. 1619b. Syntagmatis Musici Michaelis Praetorii C. Tomus Tertius . Вольфенбюттель: Еліас Холвейн.
- Вірджіліано, Ауреліо. бл.1600 р. Il dolcimelo . Рукопис. Болонья: Civico Museo Bibliografico Musicale. Факсимільне видання за редакцією Марчелло Кастеллані. Archivum Musicum: Collana di testi rari 11. Флоренція: Studio per Edizioni Scelte. 1979 рік.

## Зовнішні посилання
- Вікісховище має мультимедійні дані за темою: Альтова блокфлейта
- American Recorder Society (2024). Recorder Fingering Charts. Процитовано 23 листопада 2024.